# 김비범
김비범(2001년 1월 9일 ~ )는 대한민국의 축구 선수로, 포지션은 공격수이다. 개명 전 이름은 김준혁이다.

## 클럽 경력
김비범은 경남 FC의 산하 유소년팀인 진주고등학교 축구부에 입단하였으며, 고등학교 3년 재학을 다 마치기도 전에 경남 FC에서 자유계약으로 영입을 타진하였다.

2021시즌을 앞두고 진주시민축구단에 입단했다.